# Harshad-Zahl
Eine Harshad-Zahl oder Niven-Zahl ist eine natürliche Zahl, die durch ihre Quersumme, das heißt die Summe ihrer Ziffern (im Dezimalsystem mit Basis 10), teilbar ist.
Der Begriff Harshad-Zahl wurde vom indischen Mathematiker D. R. Kaprekar eingeführt und ist vom Sanskrit-Wort harsha („Freude“) abgeleitet, während Niven-Zahl auf den Mathematiker Ivan M. Niven zurückgeht, der diese Zahlen auf einem Kongress im Jahre 1977 beschrieb.

## Beispiele
777 ist durch seine Quersumme {\displaystyle 7+7+7=21} teilbar und ist somit eine Harshad-Zahl: {\displaystyle 777=21\cdot 37}.
Die ersten Harshad-Zahlen (im Dezimalsystem) sind:
{\displaystyle 1,2,3,4,5,6,7,8,9,10,12,18,20,21,24,27,30,36,40,42,45,48,50,54,60,63,70,72,80,81,84,90,100,\ldots } (Folge A005349 in OEIS)
Die kleinsten {\displaystyle k}, sodass {\displaystyle k\cdot n} eine Harshad-Zahl ist, sind die folgenden:
{\displaystyle 1,1,1,1,1,1,1,1,1,1,10,1,9,3,2,3,6,1,6,1,1,5,9,1,2,6,1,3,9,1,12,6,4,3,2,1,3,3,3,1,10,1,12,3,\ldots } (Folge A144261 in OEIS)
d. h.: {\displaystyle {\underline {1}}\cdot 1=1,{\underline {1}}\cdot 2=2,\ldots ,{\underline {1}}\cdot 10=10,{\underline {10}}\cdot 11=110,{\underline {1}}\cdot 12=12,{\underline {9}}\cdot 13=117,\ldots } sind Harshad-Zahlen
Die kleinsten {\displaystyle k}, sodass {\displaystyle k\cdot n} keine Harshad-Zahl ist, sind die folgenden:
{\displaystyle 11,7,5,4,3,11,2,2,11,13,1,8,1,1,1,1,1,161,1,8,5,1,1,4,1,1,7,1,1,13,1,1,1,1,1,83,1,1,1,4,\ldots } (Folge A144262 in OEIS)
d. h.: {\displaystyle {\underline {11}}\cdot 1=11,{\underline {7}}\cdot 2=14,{\underline {5}}\cdot 3=15,{\underline {4}}\cdot 4=16,{\underline {3}}\cdot 5=15,{\underline {11}}\cdot 6=66,\ldots } sind keine Harshad-Zahlen

## n-Harshad-Zahlen
Harshad-Zahlen nennt man auch n-Harshad-Zahlen (oder n-Niven-Zahlen), wenn man sie in der Basis n betrachtet.
Die ersten n-Harshad-Zahlen in der Basis 12 sind (wobei mangels weiterer Ziffern {\displaystyle A} für 10 und {\displaystyle B} für 11 steht):
{\displaystyle 1,2,3,4,5,6,7,8,9,A,B,10,1A,20,29,30,38,40,47,50,56,60,65,70,74,80,83,90,92,A0,A1,B0,100,}
{\displaystyle 10A,110,115,119,120,122,128,130,134,137,146,150,153,155,164,172,173,182,191,1A0,\ldots }
Beispiel:
{\displaystyle 172} ist keine n-Harshad Zahl für die Basis 10:
{\displaystyle N=172} hat die Quersumme {\displaystyle 1+7+2=10}, es ist aber {\displaystyle 10} kein Teiler von {\displaystyle 172}.
{\displaystyle 172_{12}} ist aber eine n-Harshad Zahl für die Basis 12:
{\displaystyle N=172_{12}} ist im Dezimalsystem die Zahl {\displaystyle {\underline {1}}\cdot 12^{2}+{\underline {7}}\cdot 12^{1}+{\underline {2}}\cdot 12^{0}=230}. Die Quersumme von {\displaystyle N=172_{12}} ist {\displaystyle 1+7+2=A_{12}} (im Dezimalsystem also {\displaystyle 10}). Es ist {\displaystyle A_{12}} tatsächlich ein Teiler von {\displaystyle N=172_{12}=A_{12}\cdot 1B_{12}} (im Dezimalsystem {\displaystyle 230=10\cdot 23}).
Die kleinsten {\displaystyle k}, sodass {\displaystyle k\cdot n} eine n-Harshad-Zahl zur Basis 12 ist, sind die folgenden (im Dezimalsystem geschrieben):
{\displaystyle 1,1,1,1,1,1,1,1,1,1,1,1,12,6,4,3,10,2,11,3,4,1,7,1,12,6,4,3,11,2,11,3,1,5,9,1,12,11,4,3,11,2,11,1,4,4,11,1,16\ldots }
Die kleinsten {\displaystyle k}, sodass {\displaystyle k\cdot n} keine n-Harshad-Zahl zur Basis 12 ist, sind die folgenden (im Dezimalsystem geschrieben):
{\displaystyle 13,7,5,4,3,3,2,2,2,2,13,16,1,1,1,1,1,1,1,1,1,157,1,8,1,1,1,1,1,1,1,1,13,1,1,6,1,1,1,1,1,1,1,157,1,1,1,4\ldots }

## Eigenschaften
Das oben angegebene Beispiel mit der Zahl 777 lässt sich auf alle 3-stelligen natürlichen Zahlen desselben Typs verallgemeinern:
- Jede natürliche Zahl der Form {\displaystyle nnn}, wobei {\displaystyle n} eine beliebige Ziffer von 1 bis 9 darstellen kann, ist im Dezimalsystem eine Harshad-Zahl (lässt sich also durch ihre Quersumme teilen).

Der Beweis ergibt sich aus folgender Überlegung:
{\displaystyle {\begin{aligned}nnn&=n\cdot 10^{2}+n\cdot 10^{1}+n\cdot 10^{0}\\&=n\cdot (100+10+1)\\&=n\cdot 111\\&=n\cdot (3\cdot 37)\\&=(n\cdot 3)\cdot 37\\\end{aligned}}}
Nun ist aber die Quersumme von {\displaystyle nnn\colon ~n+n+n=n\cdot 3}.
Somit ist jede natürliche Zahl der Form {\displaystyle nnn} das 37-fache ihrer Quersumme, also eine Harshad-Zahl. q. e. d.
- Alle ganzen Zahlen zwischen 0 und der Basis n sind n-Harshad-Zahlen.
- Im Dezimalsystem gibt es keine 21 aufeinander folgende Harshad-Zahlen.[2][3]
- Im Dezimalsystem gibt es unendlich viele 20 aufeinander folgende Harshad-Zahlen. Die kleinste davon ist größer als {\displaystyle 10^{44363342786}}.[4]

| n                  | erstes Auftreten von n aufeinander folgenden Harshad-Zahlen (Folge A060159 in OEIS)     |
| ------------------ | --------------------------------------------------------------------------------------- |
| {\displaystyle 1}  | {\displaystyle 12}                                                                      |
| {\displaystyle 2}  | {\displaystyle 20}                                                                      |
| {\displaystyle 3}  | {\displaystyle 110}                                                                     |
| {\displaystyle 4}  | {\displaystyle 510}                                                                     |
| {\displaystyle 5}  | {\displaystyle 131.052}                                                                 |
| {\displaystyle 6}  | {\displaystyle 12.751.220}                                                              |
| {\displaystyle 7}  | {\displaystyle 10.000.095}                                                              |
| {\displaystyle 8}  | {\displaystyle 2.162.049.150}                                                           |
| {\displaystyle 9}  | {\displaystyle 124.324.220}                                                             |
| {\displaystyle 10} | {\displaystyle 1}                                                                       |
| {\displaystyle 11} | {\displaystyle 920.067.411.130.599}                                                     |
| {\displaystyle 12} | {\displaystyle 43.494.229.746.440.272.890}                                              |
| {\displaystyle 13} | {\displaystyle 121.003.242.000.074.550.107.423.034\cdot 10^{20}-10}                     |
| {\displaystyle 14} | {\displaystyle 420.142.032.871.116.091.607.294\cdot 10^{40}-4}                          |
| {\displaystyle 15} | unbekannt                                                                               |
| {\displaystyle 16} | {\displaystyle 50.757.686.696.033.684.694.106.416.498.959.861.492\cdot 10^{280}-9}      |
| {\displaystyle 17} | {\displaystyle 14.107.593.985.876.801.556.467.795.907.102.490.773.681\cdot 10^{280}-10} |
| {\displaystyle 18} | unbekannt                                                                               |
| {\displaystyle 19} | unbekannt                                                                               |
| {\displaystyle 20} | unbekannt                                                                               |

- Mit Basis n gibt es keine 2n+1 aufeinander folgende n-Harshad-Zahlen (Verallgemeinerung der weiter oben stehenden Eigenschaft).[3][6]
- Mit Basis n gibt es unendlich viele 2n aufeinander folgende Harshad-Zahlen (Verallgemeinerung der weiter oben stehenden Eigenschaft).[3][6][7]
- Sei {\displaystyle N(x)} die Anzahl der Harshad-Zahlen {\displaystyle \leq x} und sei {\displaystyle \varepsilon >0}. Dann gilt:[8]

{\displaystyle x^{1-\varepsilon }\ll N(x)\ll {\frac {x\log \log x}{\log x}}}
Beispiel:
Es gibt unter 100000 genau 11872 Harshad-Zahlen. Somit ist {\displaystyle x=100000} und {\displaystyle N(x)=11872}. Und tatsächlich gilt {\displaystyle x^{1-\varepsilon }=100000^{1-\varepsilon }\ll 100000^{1-0,185095}\approx N(x)=11872\ll 21223,7\approx {\frac {100000\cdot \log \log 100000}{\log 100000}}={\frac {x\log \log x}{\log x}}}
| {\displaystyle x}    | Harshad-Zahlen {\displaystyle \leq x} |
| -------------------- | ------------------------------------- |
| {\displaystyle 10}   | {\displaystyle 10}                    |
| {\displaystyle 100}  | {\displaystyle 33}                    |
| {\displaystyle 1000} | {\displaystyle 213}                   |

| {\displaystyle x}      | Harshad-Zahlen {\displaystyle \leq x} |
| ---------------------- | ------------------------------------- |
| {\displaystyle 10^{4}} | {\displaystyle 1538}                  |
| {\displaystyle 10^{5}} | {\displaystyle 11872}                 |
| {\displaystyle 10^{6}} | {\displaystyle 95428}                 |

| {\displaystyle x}      | Harshad-Zahlen {\displaystyle \leq x} |
| ---------------------- | ------------------------------------- |
| {\displaystyle 10^{7}} | {\displaystyle 806095}                |
| {\displaystyle 10^{8}} | {\displaystyle 6954793}               |
| {\displaystyle 10^{9}} | {\displaystyle 61574510}              |

## Nivenmorphe Zahlen
Eine nivenmorphe Zahl (oder harshadmorphe Zahl) für eine Basis n ist eine ganze Zahl t, so dass eine Harshad-Zahl N existiert, dessen Quersumme t ist, und t, geschrieben in dieser Basis n, die Zahl N in dieser Basis n beschreibt.
Beispiel 1: 
{\displaystyle 18} ist eine nivenmorphe Zahl für die Basis 10:
{\displaystyle N=16218} ist eine Harshad-Zahl (zur Basis n=10). Die Quersumme von {\displaystyle 16218} ist {\displaystyle 1+6+2+1+8=18}. Es ist {\displaystyle 18} tatsächlich ein Teiler von {\displaystyle 16218=18\cdot 901}.
Beispiel 2:
{\displaystyle 18_{12}} ist eine nivenmorphe Zahl für die Basis 12:
{\displaystyle N=1A0_{12}} ist eine Harshad-Zahl (zur Basis n=12) und ist im Dezimalsystem die Zahl {\displaystyle {\underline {1}}\cdot 12^{2}+{\underline {10}}\cdot 12^{1}+{\underline {0}}\cdot 12^{0}=264}. Die Quersumme von {\displaystyle N=1A0_{12}} ist {\displaystyle 1+A+0=B_{12}} (im Dezimalsystem also 11). Es ist {\displaystyle B_{12}} tatsächlich ein Teiler von {\displaystyle N=1A0_{12}=B_{12}\cdot 20_{12}} (im Dezimalsystem {\displaystyle 264=11\cdot 24}).
Die nächste Liste gibt die jeweils kleinste Zahl (im Dezimalsystem) an, deren Quersumme n ist und die durch n teilbar ist (falls es keine solche Zahl gibt, wird 0 angegeben):
{\displaystyle 1,2,3,4,5,6,7,8,9,910,0,912,11713,6314,915,3616,15317,918,17119,9920,18921,9922,82823,19824,9925,46826,18927,18928,}
{\displaystyle 78329,99930,585931,388832,1098933,198934,289835,99936,99937,478838,198939,1999840,2988941,2979942,2979943,999944,999945,}
{\displaystyle 4698946,4779947,2998848,2998849,9999950,\ldots } (Folge A187924 in OEIS)
Zum Beispiel hat {\displaystyle 289835} die Quersumme {\displaystyle 2+8+9+8+3+5=35} und tatsächlich ist {\displaystyle 35} ein Teiler von {\displaystyle 289835=35\cdot 8281}. Somit ist {\displaystyle 35} eine nivenmorphe Zahl zur Basis 10.
Eigenschaften:
- Alle positiven ganzen Zahlen mit Basis 10 sind nivenmorphe Zahlen, außer der Zahl 11.[9]
- Alle positiven geraden ganzen Zahlen mit Basis n>1 sind nivenmorphe Zahlen zur Basis n, außer n+1.
- Alle positiven ungeraden ganzen Zahlen mit Basis n>1 sind nivenmorphe Zahlen zur Basis n.

## Multiple Harshad-Zahlen
Eine multiple Harshad-Zahl ist eine Harshad-Zahl, welche, durch seine Quersumme dividiert, wieder eine (andere) Harshad-Zahl ergibt.
Beispiel 1:
{\displaystyle 6804} ist eine multiple Harshad-Zahl, weil {\displaystyle 6804/18=378}, {\displaystyle 378/18=21}, {\displaystyle 21/3=7} und {\displaystyle 7/7=1} ebenfalls Harshad-Zahlen sind. Man bezeichnet diese Zahl {\displaystyle 6804} auch als MHN-4, man kann also vier (verschiedene) weitere Harshad-Zahlen daraus machen.
Beispiel 2:
{\displaystyle 2016502858579884466176} ist eine MHN-12, man kann also 12 verschiedene weitere Harshad-Zahlen durch Division mit ihren jeweiligen Quersummen (die erste Quersumme ist {\displaystyle 108}) finden.
Beispiel 3:
{\displaystyle 10080000000000=1008\cdot 10^{10}} ist eine weitere, kleinere MHN-12.
Beispiel 4: 
{\displaystyle 1008\cdot 10^{n}} ist eine MHN-(n+2).